# Răscoala (roman)
Răscoala este un roman scris de Liviu Rebreanu. 
Roman cinematografic, roman al gloatei, cum îl numea George Călinescu, este unul dintre capodoperele literaturii române interbelice. Evident, autorul s-a inspirat dintr-un eveniment real, răscoala țăranilor din 1907. 
Volumul întâi, Se mișcă țara! prezintă toate etapele premergătoare și acumulările de energie populară, în timp ce al doilea volum, Focurile descrie chiar momentele desfășurării răscoalei țărănești. Titlurile capitolelor au valoare simbolică: Răsăritul, Pământurile, Flămânzii. Autorul surprinde foarte exact ceea ce psihologul francez Gustave le Bon numea la psychologie de la foule („psihologia mulțimii”).

## Vezi și
- UNESCO Collection of Representative Works